# Galdhøpiggen
Galdhøpiggen es la montaña más alta de Noruega y Europa del Norte, con 2.469 metros de altitud, situada en el parque nacional de Jotunheimen, en el municipio de Lom, condado de Innlandet.

## Geografía
Aunque Galdhøpiggen es la montaña más alta del país, no es la más masiva, razón por la cual en el pasado se creía que otras montañas, como por ejemplo Snøhetta (2286 m) y Knutholdstinden (2341 m), eran más altas, antes de que la ciencia moderna realizara mediciones más meticulosas. Hay una cabaña de piedra en el pico de Galdhøpiggen.

## Ascenso a la cima

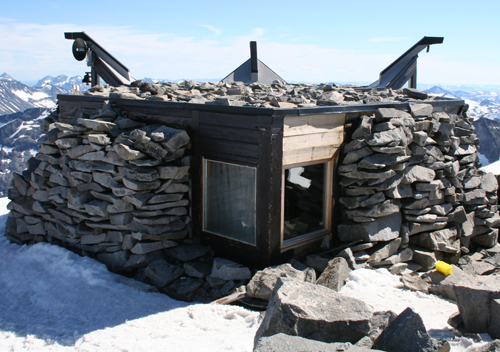
La cabaña de piedra.

Las rutas más usuales al pico arrancan de Spiterstulen (1104 m) y de Juvasshytta. La primera es una subida directa por roca, la última cruza el glaciar de Styggebreen. La ruta desde Juvasshytta dura aproximadamente tres horas hacia arriba y cerca de dos horas hacia abajo. A Juvasshytta se puede acceder en coche desde Lom en unos 40 minutos (15 minutos por la carretera nacional 55 y luego de 20 a 25 minutos por la carretera arenosa de peaje a Juvasshytta).